# Umbaúba
Umbaúba – miasto i gmina w Brazylii, w stanie Sergipe, w mezoregionie Leste Sergipano, w mikroregionie Boquim. Według Brazylijskiego Instytutu Geograficzno-Statystycznego, 2010 roku miejscowość liczyła 22 660 mieszkańców.

## Urodzeni
- Joãozinho – brazylijki piłkarz